# 548032 Ensisheim
548032 Ensisheim este o planetă minoră (asteroid) din centura de asteroizi. A fost descoperită pe 17 ianuarie 2010 la Nogales de Jean-Claude Merlin⁠(d) și a fost numită după Ensisheim. 
Obiectul prezintă o orbită caracterizată de o semiaxă mare de 3,065065256369 UAi, o excentricitate de 0,14646786093903, o înclinație de 10,939931766067 ° în raport cu ecliptica.